# Mor ser du mig nu
|  | Denne artikel er oprettet af botten PalnaBot ud fra en ekstern database. Den kan derfor have sproglige fejl eller mangler. Denne skabelon kan fjernes efter kontrol af indholdet. |

Mor ser du mig nu er en kortfilm fra 2012 instrueret af Ricky Vejzovic efter manuskript af Ricky Vejzovic.

## Handling
Emma vil gerne gøre sin syge mor stolt, og da årets store danseaudition nærmer sig, ser hun det som en mulighed for at leve op til moderens forventninger. Presset på emma stiger i takt med at dagene til audition nærmer sig, da hun føler at hun skal gøre sig fortjent til sin moders kærlighed gennem sin dansepræstation.